# Вестфилд (Масачусетс)
Вестфилд (енгл. Westfield) град је у америчкој савезној држави Масачусетс. По попису становништва из 2010. у њему је живело 41.094 становника.

## Демографија
Према попису становништва из 2010. у граду је живело 41.094 становника, што је 1.022 (2,6%) становника више него 2000. године.
| Група             | 2000.          | 2010.          |
| Белци             | 36.893 (92,1%) | 36.330 (88,4%) |
| Афроамериканци    | 365 (0,9%)     | 663 (1,6%)     |
| Азијати           | 329 (0,8%)     | 534 (1,3%)     |
| Хиспаноамериканци | 2.008 (5,0%)   | 3.097 (7,5%)   |
| Укупно            | 40.072         | 41.094         |